# Home Made Ice Cream
Home Made Ice Cream is het zesde studioalbum van de Amerikaanse zanger en gitarist Tony Joe White. Hij schreef alle liedjes van dit album en verzorgde samen met Tom Dowd de muzikale productie. Het album werd in 1973 door Warner Bros. Records uitgegeven.

## Nummers
Kant A
1. "Saturday Nite, in Oak Grove, Louisiana" - 2:13
2. "For Ol' Times Sake" - 3:47
3. "I Want Love ('Tween You and Me)" - 2:42
4. "Homemade Ice Cream" - 3:12
5. "Ol' Mother Earth" - 3:07
6. "Lazy" - 3:48

Kant B
1. "California on My Mind" - 3:44
2. "Backwoods Preacher Man" - 2:47
3. "Takin' the Midnight Train" - 4:06
4. "No News Is Good News" - 3:02
5. "Did Somebody Make a Fool out of You" - 4:15

## Bezetting
- David Briggs - elektronisch orgel, piano
- Kenny Malone - drums
- Norbert Putman - basgitaar
- Tony Joe White - gitaar, mondharmonica, zang
- Reggie Young - gitaar